# Dipartimento di Hucal
Hucal è un dipartimento argentino, situato nella parte sud-orientale della provincia di La Pampa, con capoluogo Bernasconi.
Esso confina a nord con i dipartimenti di Guatraché e Utracán, ad est con la provincia di Buenos Aires, a sud con il dipartimento di Caleu Caleu, e ad ovest con il dipartimento di Lihuel Calel.
Secondo il censimento del 2001, su un territorio di 6.047 km², la popolazione ammontava a 7.838 abitanti, con una diminuzione demografica dell'1,26% rispetto al censimento del 1991.
Il dipartimento comprende parte dei comuni di Bernasconi, Abramo, General San Martín e Jacinto Aráuz (incluse le città sedi municipali); e parte delle comisiones de fomento di Unanué e Perú, la cui sedi municipali però si trovano in un altro dipartimento.